# Dąbrowica (gromada w powiecie lubelskim)
Dąbrowica – dawna gromada, czyli najmniejsza jednostka podziału terytorialnego Polskiej Rzeczypospolitej Ludowej w latach 1954–1972.
Gromady, z gromadzkimi radami narodowymi (GRN) jako organami władzy najniższego stopnia na wsi, funkcjonowały od reformy reorganizującej administrację wiejską przeprowadzonej jesienią 1954 do momentu ich zniesienia z dniem 1 stycznia 1973, tym samym wypierając organizację gminną w latach 1954–1972.
Gromadę Dąbrowica z siedzibą GRN w Dąbrowicy utworzono – jako jedną z 8759 gromad na obszarze Polski – w powiecie lubelskim w woj. lubelskim na mocy uchwały nr 12 WRN w Lublinie z dnia 5 października 1954. W skład jednostki weszły obszary dotychczasowych gromad Dąbrowica (bez miejscowości Dąbrowica-Barak kol.), Płouszowice wieś i Płouszowice kol. ze zniesionej gminy Jastków w tymże powiecie. Dla gromady ustalono 16 członków gromadzkiej rady narodowej.
1 stycznia 1960 do gromady Dąbrowica włączono obszar zniesionej gromady Wola Sławińska w tymże powiecie.
1 stycznia 1969 gromadę zniesiono, włączając jej obszar do gromad Jastków (wsie Dąbrowica i Dębówka), Konopnica (wsie Szerokie, Sławin i Wola Sławińska) i Tomaszowice (wsie Płouszowice i Kolonia Płouszowice) w tymże powiecie.